# Луїс Ортіс де Сарате
Луїс Ортіс де Сарате (ісп. Luis Ortiz de Zarate Ruiz de Arcaute) — баскський підприємець, президент клубу «Депортіво Алавес» із міста Віторія-Гастейс. В 1981—1982 роках 25-й, за ліком, президент головного футбольного клубу Алави.

## Життєпис
Луїс Ортіс де Сарате був із числа дрібної баскської знаті, його предки були місцевими латифундистами та промисловими магнатами, відтак і Луїса Ортіса обирали в різні громадські асоціації. Коли в місті постав спортивний клуб Сарати стали його акціонерами-партнерами, і так триває покоління за поколінням.
Луїс Ортіс де Сарате продовжував родинні фінансові справи і був активним партнером спортивного клубу, а поготів його обрали на початку 1981 року президентом клубу «Депортиво Алавес». Прийшовши до команди в часі тривалого перебування команди в Сегунді, йому необхідно було об'єднати тренерський штаб та футболістів задля здобуття путівки до ліги найсильніших — Ла-Ліги. Але ні президентові ні досвідченому наставнику Хосе Марії Ґарсії де Андоїну (José María García de Andoin) не вдалося піднятися зпідвалин турнірної таблиці. Відтак, каденція Луїс Ортіс де Сарате дійшла до кінця і він поступився місцем своїм партнерам-наставникам: Луїсу Компаньйону та тоді ще "нещасливцю" (бо його приходи пов'язували із падіннями клубу) Хуану Арреґуї Ґараю, для якого це стало третім повернення до «Алавесу»,та й то номінальним, адже обов'язки президента виконував, а пізніше перебрав Хав'єр Мартінес Бальса. 
Але, поступившись посадою президента алавесців, Луїс Ортіс де Сарате продовжував свої фінансові справи, окрім того сприяв спорту в столиці Алави, прививши й своїм нащадкам та родичам любов до спорту та клубу.